# Jolly Roger

Jolly Roger

Il Jolly Roger è la bandiera tradizionale dei pirati europei ed americani, raffigurata oggigiorno come due tibie incrociate sovrastate da un cranio bianco su sfondo nero. Il simbolo del teschio con le ossa incrociate (in inglese Skull and crossbones) è un simbolo diffuso e utilizzato in molti contesti, spesso in collegamento con il concetto di morte.

## Origine del nome

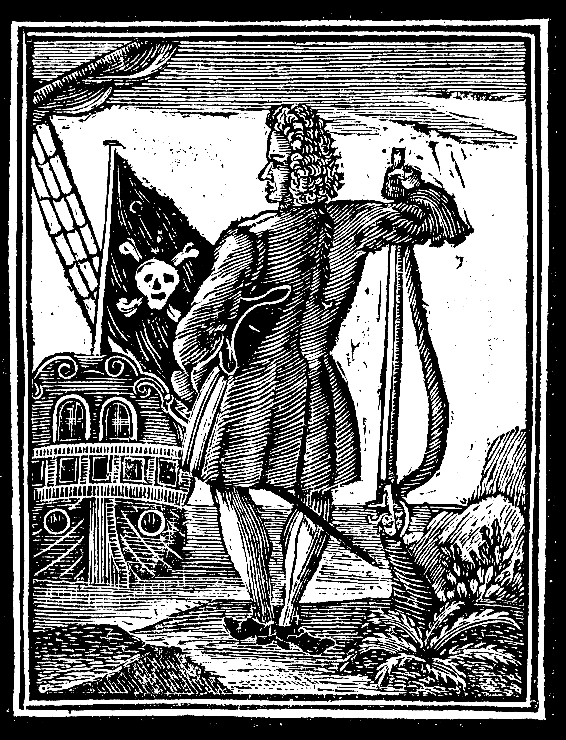
Il pirata Stede Bonnet in un'incisione dell'epoca

L'origine non è chiara; si ritiene che derivi dal francese jolie rouge, che in inglese venne corrotto in "Jolly Roger"; un'ulteriore teoria è che il nome possa derivare dal termine inglese roger, che significa vagabondo: "Old Roger" era un termine usato per il diavolo. Ambedue le teorie sono ritenute attendibili poiché i pirati utilizzavano anche delle bandiere rosse. L'origine di queste ultime è probabilmente legata al fatto che i corsari inglesi del 1694 usavano una red jack (un vessillo color rosso, appunto) su ordine dell'ammiragliato. Quando la guerra di successione spagnola finì, nel 1714, molti corsari si diedero alla pirateria e alcuni mantennero la bandiera rossa, poiché il rosso simboleggia il sangue. Non importa quanto gli uomini di mare temessero la bandiera nera dei pirati, tutti pregavano di non incontrare mai la jolie rouge. La bandiera rossa dichiarava spavaldamente le intenzioni dei pirati, cioè non dare quartiere.
Il termine venne successivamente usato per la bandiera nera con teschio e ossa che apparve attorno al XVIII secolo. All'atto pratico, in combattimento, molti mercanti rimanevano sorpresi quando una nave cambiava la propria bandiera nazionale nella più minacciosa Jolly Roger, il che era l'effetto desiderato.
Un'altra teoria propone che il capo di un gruppo di pirati asiatici veniva nominato Ali Raja, "Re del mare": i pirati inglesi si appropriarono del termine e lo modificarono.

## Varianti
Esistevano molte varianti e simboli addizionali sulle bandiere usate dai pirati. Scheletri danzanti simboleggiavano che i pirati davano poca importanza al loro destino.
Calico Jack e Thomas Tew usavano una variante con due spade al posto delle ossa. 
Edward Teach (noto come "Barbanera") usava uno scheletro che reggeva una clessidra in una mano e una spada o una freccia nell'altra, posto a fianco di un cuore sanguinante. 
Bartholomew Roberts usava due varianti: un uomo e uno scheletro, che regge una spada o una freccia in una mano e una clessidra o una tazza nell'altra brindando alla morte, oppure un uomo armato in piedi su due teschi sopra le lettere ABH e AMH (un avviso per gli abitanti di Barbados e Martinica che la morte li attendeva). 

Emanuel Wynne[1]
Possibile variante utilizzata da Thomas Tew[2]
Variante utilizzata da Edward England, Samuel Bellamy e Edward Teach (Barbanera)[2]
Bartholomew Roberts
Bartholomew Roberts
Edward Low
Richard Worley
Christopher Condent
Variante utilizzata da Walter Kennedy e da Jean Dulaien[2]
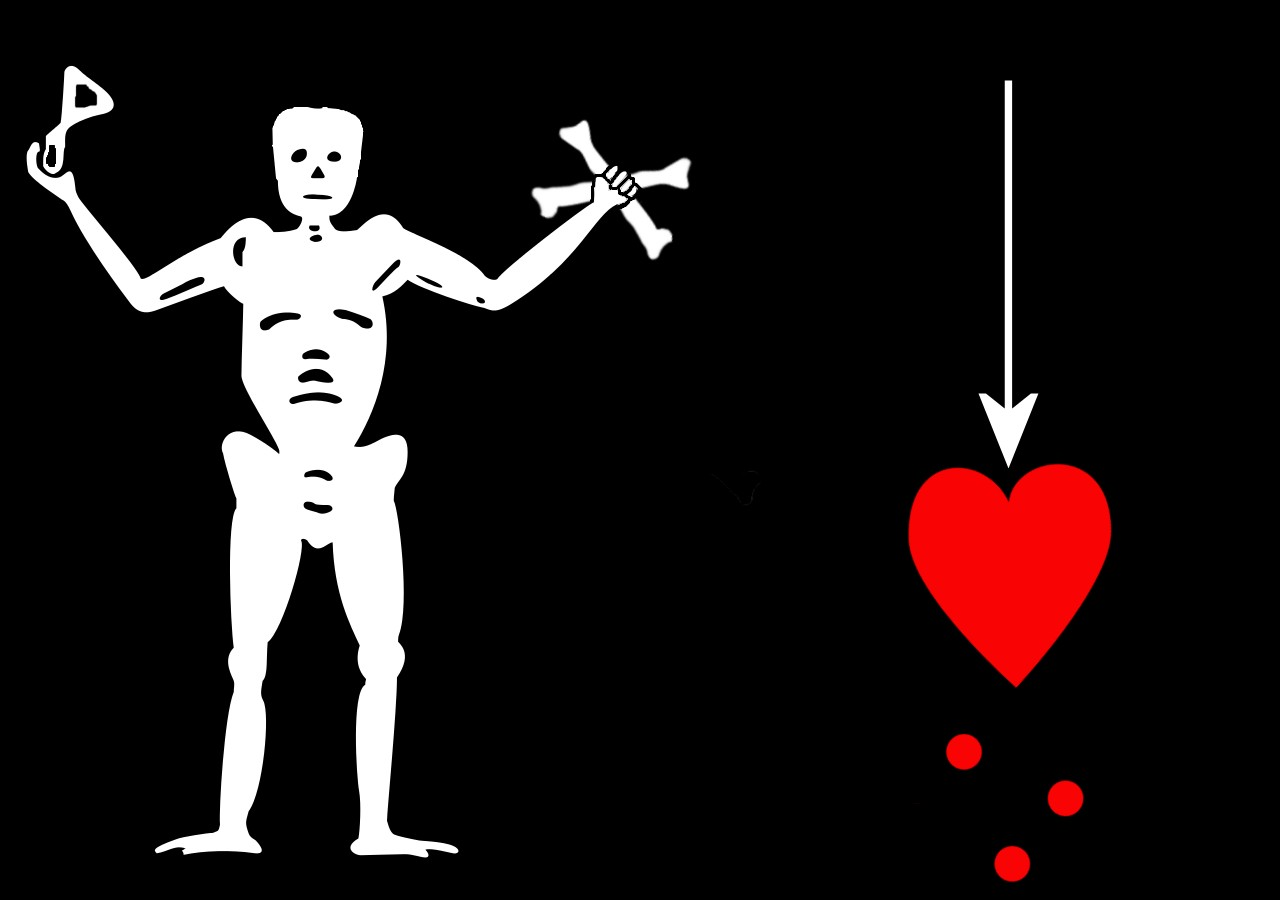
Altra variante attribuita a Bartholomew Roberts
Variante utilizzata da John Phillips[3]
Variante utilizzata da John Quelch[3]
"Bloedvlag", bandiera attribuita a pirati olandesi.[4]
"Prinsenvlag"
"Statenvlag"
Jacquotte Delahaye (Back From the Dead Red) (pirata fittizio)
Variante descritta in fonti di metà 18º secolo e tradizionalmente attribuita a Christopher Moody, nonostante non sia stata collegata a detto pirata fino al 1930.[2]
Variante attribuita comunemente ed erroneamente ad Edward Teach (Barbanera). Fonti storiche riportano varianti simili utilizzate da Edward Low, Charles Harris e Francis Spriggs.[5]
La variante attribuita a John Rackham (Calico Jack) nonostante non vi siano riscontri storici dell'epoca. Va considerata come interpretazione moderna[5][6]
Variante attribuita ad Henry Avery, nonostante non vi sia menzione descrittiva in alcuna fonte storica. Va considerata come interpretazione moderna.[2]
Variante attribuita tradizionalmente a Stede Bonnet, nonostante gli atti del suo processo indichino il suo stendardo raffigurante unicamente una "testa di morto". Va considerata come interpretazione moderna[2]

## Uso pratico

Bandiera rossa di Henry Avery

A prima vista poteva sembrare una cattiva idea avvertire il nemico sventolando il Jolly Roger. Tuttavia, questa tattica era una forma primitiva di guerra psicologica. L'obiettivo primario di un pirata era catturare la nave intatta e il suo carico.  E con una reputazione sufficientemente spaventosa, inalberare il Jolly Roger poteva intimidire l'avversario sino a costringerlo alla resa senza nemmeno entrare in combattimento. Se invece una nave decideva di resistere all'abbordaggio il Jolly Roger nero veniva abbassato ed era issata la versione rossa, indicando che la conquista sarebbe avvenuta "senza quartiere" cioè senza far prigionieri nemmeno in caso di tardiva resa (salvo per eventuali passeggeri inermi, comodi ostaggi, e passeggere donne che in certi casi potevano scegliere tra stupro o annegamento). Ovviamente i pirati speravano che questo comportamento diffondesse la convinzione che resistere ad un abbordaggio fosse una pessima idea.
Tuttavia esporre il Jolly Roger troppo presto aveva degli svantaggi: il bersaglio poteva riuscire a fuggire, le navi da guerra avevano ordine di aprire il fuoco a vista contro ogni nave che portasse il teschio e le ossa e i comandanti potevano decidere di giustiziare senza processo gli eventuali prigionieri che, combattendo sotto tale bandiera, erano dei confessi di pirateria.
Al principio del XIX secolo, nell'ultima fase dell'epoca d'oro della guerra di corsa e della pirateria condotta da comandanti europei ed americani, il significato dei colori cambiò. La bandiera rossa significava "non ci arrenderemo mai", ed era anche esposta quale simbolo di ammutinamento o di rivendicazioni, come nel caso dei due brevi ammutinamenti di massa per contestare le paghe basse, il vitto scadente e la disciplina durissima vissuti dalla flotta inglese durante le guerre napoleoniche.
Questa simbologia fu poi ripresa, in vario modo, anche da vari movimenti politici, prevalentemente di sinistra.
Contemporaneamente la bandiera nera (un Jolly Roger senza alcun simbolo) prese il primigenio significato della versione rossa, cioè "non si fanno prigionieri", ovvero che il combattimento che si andava a incominciare sarebbe stato ad oltranza.
Queste nuove bandiere non erano esposte tanto per spaventare le navi mercantili, quanto come sfida alle navi da guerra delle marine regolari, ormai sempre più numerose ed agguerrite, che stavano progressivamente avendo ragione della pirateria, sia battendola sui mari, sia privandola di basi. Essendo vana la speranza di indurre alla resa un'unità militare, restava quella di galvanizzare il proprio equipaggio.

## Uso moderno
Il simbolo per eccellenza della pirateria, con vari adattamenti, ha mantenuto in tempi moderni i valori simbolici di coraggio, spavalderia, sprezzo della morte ed anche crudeltà o esplicita minaccia a seconda dei contesti in cui è stato usato: dagli arditi italiani della grande guerra ad alcuni reparti nazisti nella seconda, dalle bande di motociclisti limitrofi alla delinquenza ai praticanti di sport con componente acrobatica quali il surf ove le tibie / le sciabole incrociate son sostituite da tavole da onda.
Alcuni movimenti anarchici utilizzarono la Jolly Roger nei primi del XX secolo. Tra questi si ricorda quello capeggiato da Emiliano Zapata nel 1910, durante la rivoluzione messicana, o quello di Nestor Makhno che intorno al 1917 durante la rivoluzione russa liberò gran parte dell'Ucraina.

### Sommergibili

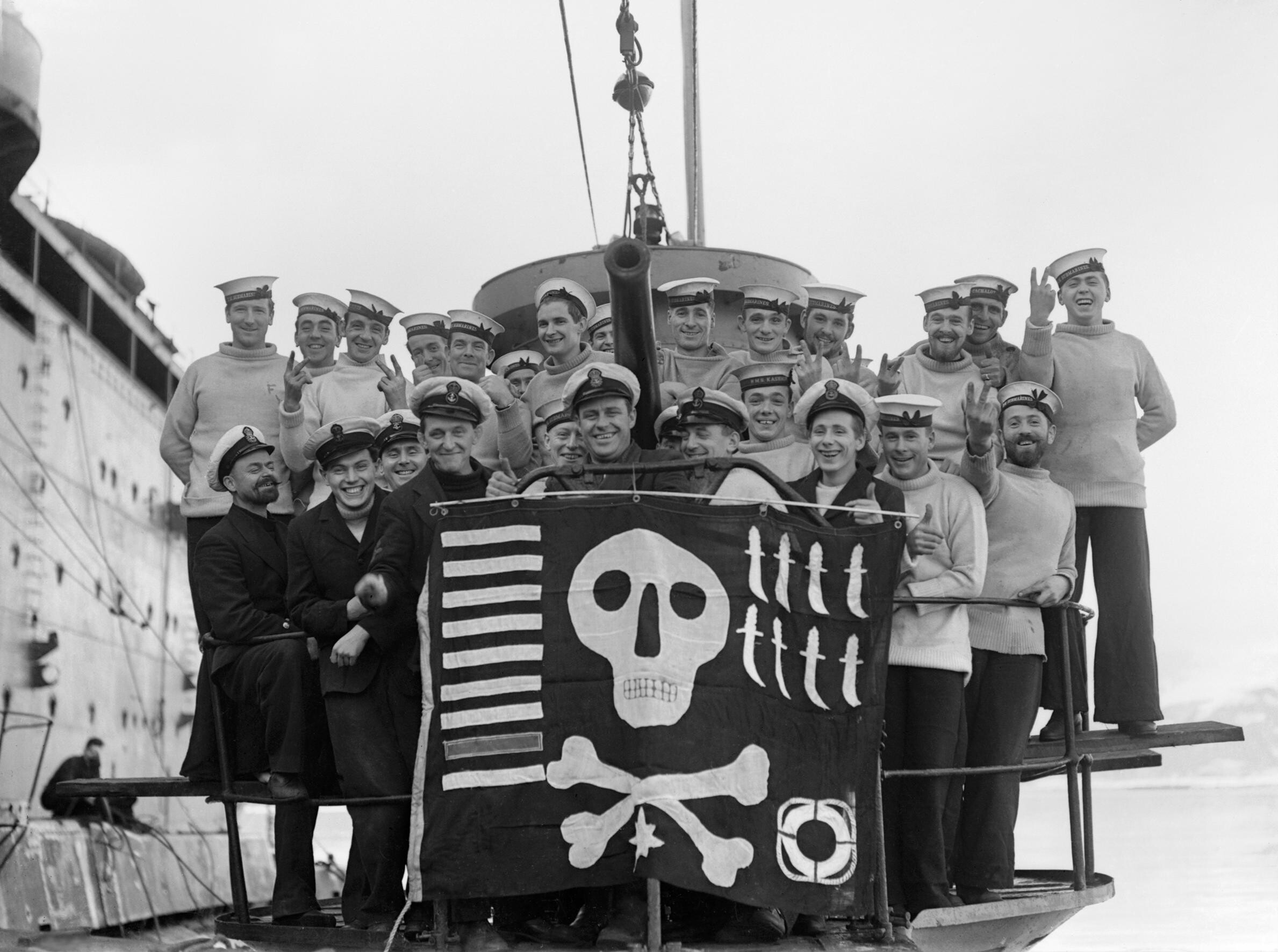
L'equipaggio dell'HMS Utmost mostra il proprio Jolly Roger nel febbraio 1942. I simboli accanto al teschio indicano le vittorie del sommergibile: 9 navi silurate (inclusa una nave da battaglia), 8 operazioni cloak and dagger, 1 bersaglio distrutto con il cannone e 1 soccorso in mare

In seguito all'entrata in servizio dei sommergibili nelle varie marine militari del mondo, l'ammiraglio Arthur Wilson, della Royal Navy, riassunse il pensiero di molti esponenti dell'Ammiragliato quando nel 1901 disse che erano "infidi, scorretti e dannatamente non nello stile inglese". Cercò di convincere anche i suoi colleghi che gli equipaggi dei sottomarini catturati sarebbero dovuti essere trattati come pirati ed impiccati. In risposta, nel settembre 1914 il comandante (e in seguito Sir e ammiraglio) Max Kennedy Horton innalzò il Jolly Roger entrando in porto col suo sommergibile di ritorno da un attacco in cui aveva affondato la corazzata tedesca SMS Hela. Horton si ripeté in ogni altro pattugliamento vittorioso issando ulteriori Jolly Roger fin quando il palo non venne completamente occupato, e a quel punto ordinò di tessere un'unica grande bandiera con dei simboli indicanti il numero delle vittorie riscosse. Altri sommergibilisti lo imitarono con la stessa bandiera ma con sfondo rosso. Questa pratica venne fotografata per la prima volta nel luglio 1916 nel sommergibile HMS H5.

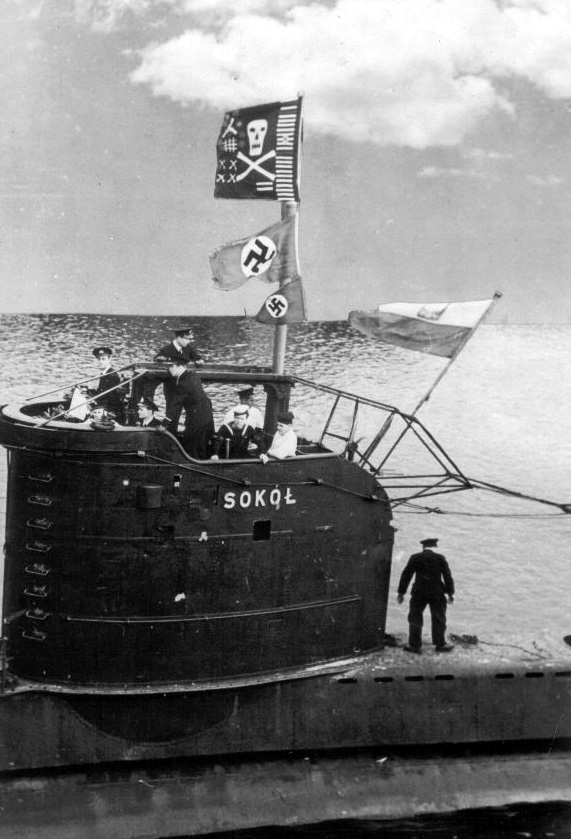
Il sommergibile polacco Sokół ritorna alla sua base nel 1944. Sono ben visibili il Jolly Roger e due bandiere naziste catturate

L'usanza rimase viva anche durante la seconda guerra mondiale. Nell'ottobre 1941, dopo aver affondato il cacciatorpediniere italiano Palestro, il sommergibile britannico Osiris fece rotta per Alessandria d'Egitto ma prima di entrare in porto fu fermato dal capo della 1ª flottiglia sommergibili che gli donò una Jolly Roger. Presto divenne pratica comune per i sommergibili della Royal Navy rientrare alla base sventolando il Jolly Roger alla conclusione di una missione di combattimento. Era compito dell'equipaggio aggiornare la bandiera con i simboli del caso: una barra indicava una nave silurata (rossa per le corazzate, bianca per i mercantili, nera con una "U" per gli U-Boot), una daga un'operazione cloak and dagger (pattugliamenti lungo le coste nemiche), una stella (a volte incrociata con dei cannoni) un'occasione in cui si era sparato con il cannone, una mina navale una missione di posizionamento mine. Oltre a questi disegni si poteva vedere anche un faro o una torcia, simbolizzanti il fatto che il sommergibile aveva aiutato una flotta da sbarco a percorrere un viaggio, o ancora una boa di salvataggio quando veniva soccorso l'equipaggio di un aereo ammarato in acqua. Oggi il Jolly Roger è il simbolo del servizio sommergibilistico della marina britannica.
Il Jolly Roger fu riportato alla ribalta durante la guerra delle Falkland: il sottomarino britannico HMS Conqueror (S48) affondò l'incrociatore leggero argentino General Belgrano, ed al rientro in patria espose il proprio Jolly Roger. Nel maggio 1991 i sommergibili classe Oberon Opossum e Otus rientrarono alla base Dolphin a Gosport sventolando il Jolly Roger dopo una missione nel Golfo Persico. Questo indizio suggerisce che siano stati coinvolti in alcune operazioni di ricognizione del SAS e dello SBS. Nel 1999 la HMS Splendid durante la guerra del Kosovo fu l'unica nave a entrare in combattimento lanciando un missile da crociera; al suo ritorno a Faslane, il 9 luglio 1999, esponeva il Jolly Roger.
Dopo l'operazione Veritas, l'attacco contro le forze talebane di al-Qaida in seguito agli attentati dell'11 settembre 2001, la HMS Trafalgar entrò a Plymouth sventolando il Jolly Roger il 1º marzo 2002. Venne ricevuta dall'Ammiraglio Sir Alan West, Comandante in capo della flotta e venne reso noto che la nave era entrata in battaglia lanciando alcuni missili Tomahawk contro obiettivi in Afghanistan. Anche la HMS Triumph fu coinvolta negli scontri, e al suo ritorno portava una Jolly Roger con due Tomahawks al posto delle ossa, per indicare il suo attacco contro le forze nemiche, mentre la HMS Superb portava due daghe (simbolo di protezione), un'ape (simbolo della nave) e due razzi di segnalazione. Più recentemente il 16 aprile 2003 il HMS Turbulent, la prima nave a rientrare dopo il conflitto in Iraq, arrivò a Plymouth sventolando la bandiera con al posto delle ossa dei Tomahawk in ricordo dei lanci di missili effettuati.
L'uso del Jolly Roger comunque non è relegato alla sola marina militare britannica. Durante la seconda guerra mondiale infatti sommergibili di altre nazioni inquadrati nella Royal Navy mutuarono l'uso della bandiera con il teschio e le ossa, come nel caso dei sommergibili polacchi Sokół e Dzik. Nel 1980 poi l'australiano Onslow si vantò con il Jolly Roger per aver partecipato con successo ad un'esercitazione militare in qualità di rappresentante del partito arancione.
Durante gli scontri nel Mar Nero che videro sfidarsi le flotte dell'Asse contro la Marina Sovietica il sottomarino S-4 esponeva un Jolly Roger sull'albero dell'antenna, che veniva decorato di vittoria in vittoria con vari simboli dall'equipaggio.

### Marina militare statunitense

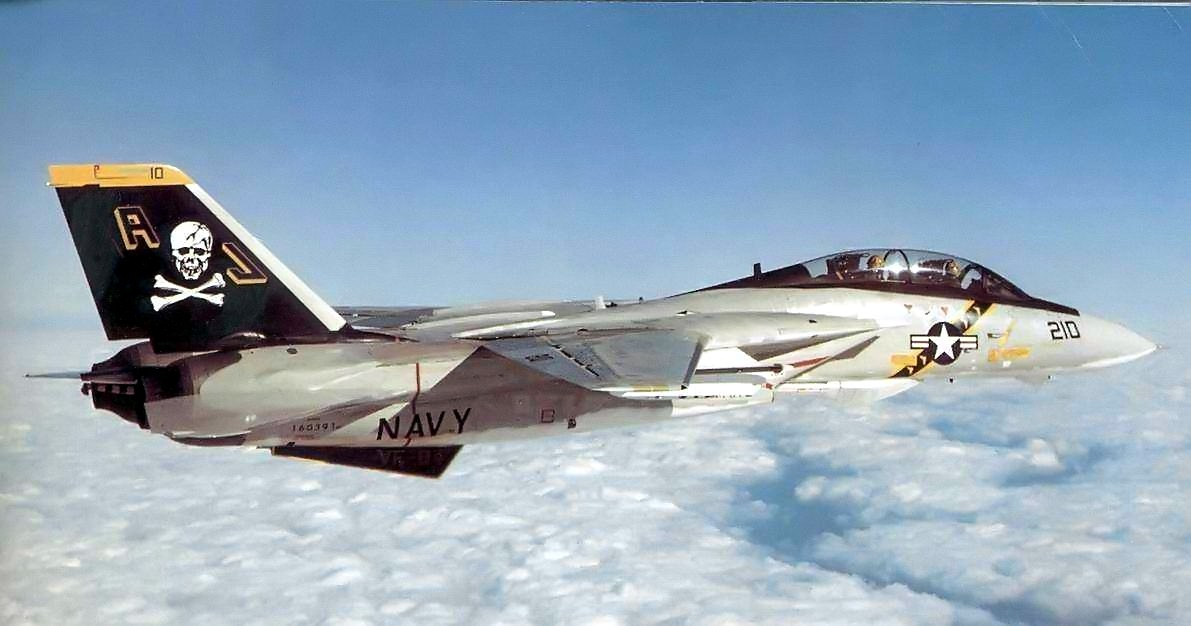
Grumman F-14 Tomcat dello squadrone di caccia VF-84 "Jolly Rogers"

Il Jolly Roger è stato utilizzato da tre distinti squadroni dell'aviazione della marina statunitense: il VF-61 (in origine VF-17), il VF-84 e il VFA-103. Il primo squadrone ad esibire il teschio e le ossa incrociate, scelto dal comandante Tommy Blackburn, fu il VF-17, nato nel gennaio 1943 con aerei Chance Vought F4U Corsair. Lo squadrone produsse più assi di ogni altro squadrone durante la seconda guerra mondiale; venne poi cambiato di nome in VF-5B e VF-61 prima di essere sciolto nell'aprile 1959. Lo squadrone VF-84 "Jolly Rogers" ha tenuto questo nome per oltre 50 anni prima di essere sciolto il 29 settembre 1995. Due giorni dopo il simbolo venne trasferito allo squadrone VF-103 divenuto poi VFA-103.
Anche quattro squadroni del 90th Bombardment Group della Fifth Air Force erano conosciuti con il soprannome di Jolly Rogers per via del loro simbolo costituito da un teschio con le ossa incrociate. Dipinto nel timone di coda, ogni squadrone lo aveva di un colore diverso: il 319º blu, il 320º rosso, il 321º verde e il 400º nero.